# Synagogue de Rennes
La synagogue de Rennes est une synagogue située dans la ville française de Rennes dans le département d'Ille-et-Vilaine en région Bretagne. 
Depuis janvier 2002, la ville de Rennes a une synagogue, le centre culturel israélite Edmond-Safra, située dans le quartier Saint-Laurent.